# Гребля Бадуш
Гребля Бадуш — незавершена багатоцільова гребля на Тигрі за 16 км на північний захід від Мосула, Ірак. Основною метою греблі було виробництво 170 МВт гідроелектроенергії на додаток до регулювання води в нижньому б'єфі від нестійкого скиду Мосульської греблі вгору за течією. Будівництво греблі розпочалося в 1990-х і було зупинено у 2003, під час окупації Іраку США. Побоювання з приводу стабільності Мосульської греблі відновило питання про подовження будівництва греблі.
До початку окупації Іраку, уряд Баас встиг збудувати значну частину греблі разом з гідро-корпусом енергоблоку. Проте вже у 2005, проамериканський маріонетковий уряд запропонував продовжити будівництво, що складе близько 300 мільйонів доларів США для завершення первісного проекту. Проте новітній проект, що має ліквідувати проблеми у випадку руйнації Мосульської греблі коштує 10 млрд.$. і має у своєму складі  кам'яно-накидну греблю з глиняним екраном, дві кам'яно-накидні греблі на лівому березі і 240-метрову бетонну контрофорсну греблю на правому березі. Будівля ГЕС, розташована поруч з бетонною греблею. Водоскид греблі Бадуш буде мати максимальну потужність 4000 м³/сек